# آنتونی بوردین
آنتونی بوردِین (به انگلیسی: Anthony Bourdain) (زادهٔ ۲۵ ژوئن ۱۹۵۶ - درگذشتهٔ ۸ ژوئن ۲۰۱۸) سرآشپز و مجری آمریکایی بود.

## زندگی حرفه‌ای
آنتونی بوردین در سال ۲۰۰۰ میلادی با انتشار کتاب پرفروش «آشپزخانه سری: ماجراجویی در جهان شکم» به شهرت رسید. او در این کتاب به معرفی غذاها و ترفندهای خاص آشپزی کشورهای مختلف پرداخت.
نخستین برنامه تلویزیونی او در سال ۲۰۰۲ میلادی در شبکه تلویزیون کابلی «فود نت‌ورک» پخش شد. در سال ۲۰۰۵ به شبکه تلویزیونی تراول پیوست. او برای برنامه‌های خود در این شبکه، دو بار برنده جایزه امی شد.
از سال ۲۰۱۳ به شبکه سی‌ان‌ان پیوست و برای این شبکه، مجموعه «بخش‌های ناشناخته» را ساخت که به غذاهای مناطق مختلف جهان اختصاص داشت. وی هنگام مرگ در حال تهیه فصل یازدهم این مجموعه بود.

## در ایران
آنتونی بوردین برای قسمتی از مجموعه «بخش‌های ناشناخته» دربارهٔ غذاهای ایرانی در سال ۲۰۱۴ به تهران و اصفهان سفر کرد. جیسون رضاییان، گزارشگر آن زمان واشینگتن پست در ایران او را همراهی می‌کرد.
آنتونی بوردین برخورد ایرانی‌ها با خود و گروه فیلمبرداری را دوستانه و گرم توصیف کرد و گفت: «تهران اصلاً آنطور نبوده که انتظار داشته‌است. نه خیلی شرقی و نه خیلی غربی جایی در آن وسط.»

## مرگ
آنتونی بوردین ۶۱ ساله در زمان مرگ در فرانسه حضور داشته و بر روی فصل یازدهم از برنامه تلویزیونی مشهورش در شبکه سی ان ان با نام «اجزای ناشناخته» (Parts Unknown) کار می‌کرد که بدن بی جان او در اتاق هتلش پیدا شد. مسئولان پزشک قانونی و البته شبکه سی ان ان تأیید کردند که علت مرگ وی خودکشی از طریق دار زدن بوده و دوست نزدیک و همکارش، اریک ریپرت، بوده که اولین بار بر سر جنازه او حاضر شده و مرگ او را به اطلاع پلیس رسانده‌است. او به ال اس دی LSD، کوکائین، ماریجوانا، قرص خواب‌آور متاکوالون، هروئین، آمفتامین، انواع کدئین‌ها و سایر داروهای مواد مخدر اعتیاد داشت و باعث افسردگی‌اش شده بود.